# Tomás Manso
Tomás Manso (falecido em 1659) foi um prelado católico romano que serviu como bispo da Nicarágua (1658–1659).

## Biografia
Tomás Manso nasceu em Avarca, em Espanha, e tornou-se membro da Ordem dos Frades Menores a 12 de julho de 1624. A 14 de dezembro de 1656, foi escolhido pelo rei da Espanha e confirmado a 29 de abril de 1658 pelo Papa Alexandre VII como Bispo da Nicarágua. Serviu como Bispo da Nicarágua até à sua morte em 1659.